# Octomeria longipedicellata
Octomeria longipedicellata är en orkidéart som beskrevs av Seehawer. Octomeria longipedicellata ingår i släktet Octomeria och familjen orkidéer. Inga underarter finns listade i Catalogue of Life.